# Олден, Джинджер
Джи́нджер О́лден (англ. Ginger Alden; 13 ноября 1956, Мемфис, Теннесси) — американская актриса, модель. Известна прежде всего как последняя девушка американского певца Элвиса Пресли.

## Биография
Джинджер Олден родилась в Мемфисе, штат Теннесси. Джинджер было 20 лет, когда она и её старшая сестра Терри (тогдашняя победительница шоу красоты «Мисс Теннесси») были представлены Пресли в 1976 году. Однако самая первая встреча Джинджер с Пресли состоялась, когда Джинджер было 5 лет (в 1961 году): её отец был офицером в армии, когда в ней служил Пресли. Олден переехала в Грейсленд в возрасте 20 лет. 16 августа 1977 года в поместье Пресли Грейсленд, в 2 часа дня Джинджер обнаружила его безжизненное тело в ванной комнате. После смерти Пресли Олден продолжила карьеру модели.
Элвис сделал Джинджер предложение спустя два месяца после начала отношений, незадолго до своей смерти.
Позднее вышла замуж за режиссёра Роналда Лейсера, снималась в сериале «Капитолий».
В 2014 году выпустила книгу воспоминаний Elvis and Ginger: Elvis Presley’s Fiancée and Last Love Finally Tells Her Story, несколько раз попавшую в списки бестселлеров по версиям The New York Times.